# Спринг Хаус (Пенсилванија)
Спринг Хаус (енгл. Spring House) насељено је место без административног статуса у америчкој савезној држави Пенсилванија.

## Демографија
По попису из 2010. године број становника је 3.804, што је 514 (15,6%) становника више него 2000. године.
| Група             | 2000.         | 2010.         |
| Белци             | 3.059 (93,0%) | 3.316 (87,2%) |
| Афроамериканци    | 75 (2,3%)     | 88 (2,3%)     |
| Азијати           | 118 (3,6%)    | 296 (7,8%)    |
| Хиспаноамериканци | 22 (0,7%)     | 69 (1,8%)     |
| Укупно            | 3.290         | 3.804         |